# 環帶刺鮨
環帶刺鮨為輻鰭魚綱鱸形目鱸亞目鮨科的其中一種，分布於西南太平洋區，包括澳洲、豪勳爵島、紐西蘭、諾福克島等海域，體長可達50公分，棲息在近海的礁石區，為底棲性魚類，屬肉食性。